# Opéra bouffon
Opéra bouffon es el término en francés para el género italiano de ópera conocido en Italia como opera buffa (en español, «ópera bufa») e interpretado en la Francia del siglo XVIII, bien en el idioma original, bien en traducción al francés. El término fue usado igualmente por Offenbach para tres de sus obras: Orphée aux enfers, Le roman comique y Le voyage de MM Dunanan père et fils.
Los términos «ópera bufa», opéra bouffon, opéra bouffe u «ópera cómica» se confunden, a veces, con el también francés opéra-comique, pero el opéra-comique francés es en realidad un género aparte.